# Сладостный МИФ, или МИФтерия жизни
Сладостный МИФ, или МИФтерия жизни (англ. Sweet Myth-tery of Life) — десятый юмористический роман Роберта Асприна из серии «Миф».

## Сюжет
Скив и Ааз вернулись на Пент. Королевство переживает не самые лучшие времена. Да еще и королева Цикута поставила Скиву условие: или он женится на ней и становится принцем, или она отказывается от престола в его пользу.

## Главные герои
- Скив: Ученик мага Ааза. До этого был учеником другого мага — Гаркина, убитого бесом по имени Трокводл.
- Ааз: Маг из измерения Извр. Потерял магическую силу после призыва Гаркиным в своё измерение (Пент). Таким образом Гаркин хотел отомстить за давную шутку Ааза над ним. Но сразу после призыва Гаркин был убит, и вернуть магические способности Аазу оказалось невозможным. Поэтому ему пришлось взять в ученики Скива, хоть немного владеющего магией.
- Танда (Тананда): Профессиональная убийца, старая знакомая Ааза.
- Глип: Молодой дракон, случайно купленный Скивом на Базаре На Деве.